# Casa do Maestro Tranquilino
A Casa do Maestro Tranquilino (Manoel Tranquilino Bastos) foi tombada pelo Instituto do Patrimônio Artístico e Cultural da Bahia, no ano de 1989, por se tratar de um importante acervo do Patrimônio Cultural da Bahia, representante do período arquitetônico barroco.

## Arquitetura
A casa possui duas janelas grandes e uma porta, sendo elas direcionadas para a rua e responsáveis por iluminar e arejar a residência. A casa possui formato retangular e assim como outras construções arquitetônicas da cidade ela é colada às outras.

## Tombamento
A casa e o acervo musical do maestro foram tombados pelo IPAC em 1989, pois  Maestro Tranquilino (1850-1935) foi um importante músico, maestro e compositor abolicionista.